# Saint-Georges-Lagricol
Saint-Georges-Lagricol è un comune francese di 501 abitanti situato nel dipartimento dell'Alta Loira della regione dell'Alvernia-Rodano-Alpi.

## Società

### Evoluzione demografica
Abitanti censiti